# Nephrotoma fulvomedia
Nephrotoma fulvomedia är en tvåvingeart som beskrevs av Alexander 1958. Nephrotoma fulvomedia ingår i släktet Nephrotoma och familjen storharkrankar.
Artens utbredningsområde är Senegal. Inga underarter finns listade i Catalogue of Life.